# 財布内シェア
財布内シェア、シェア・オブ・ウォレット (英: share of wallet、SOW)またはウォレットシェア、財布シェアは、成果管理で使用される調査方法であり、特定の顧客から企業が得るビジネスの量を理解するのに役立つ。財布シェアは、顧客の支払能力（「財布」の）のうち、製品を販売する会社に行く金額のパーセンテージ（「シェア」）である。
さまざまな企業が、顧客の財布シェアをめぐって競合し、誰もが可能な限り多くのシェアを獲得しようとしている。通常、それぞれの会社は同じ製品を販売しているわけではなく、補助的/補完的な製品を販売している。
財布シェアの概念は、顧客のシェアを表すために金融や銀行業界で一般的に使用される。顧客のシェアを増やすことは、顧客生涯価値を高めるための重要な考慮事項である。 なぜなら、顧客を維持し成長させることは、新しい顧客を獲得するよりも安価だからである。 
Forte Consultancyは、財布シェアについて次のように述べている。「特定の期間における顧客の特定の会社への支出割合のこと。たとえば、ガソリン小売業者の場合、特定の顧客が自社のポンプで1か月に車のガソリンタンクを満タンにする回数を、同じ顧客がその月全体で車のガソリンタンクを満タンにする合計回数で割ったものである。したがって、1つのガソリン小売業者で月に4回、車のガソリンタンクに3回充填する顧客は、そのガソリン小売業者は財布シェアの75％を獲得している。」 